# Guido Mentasti

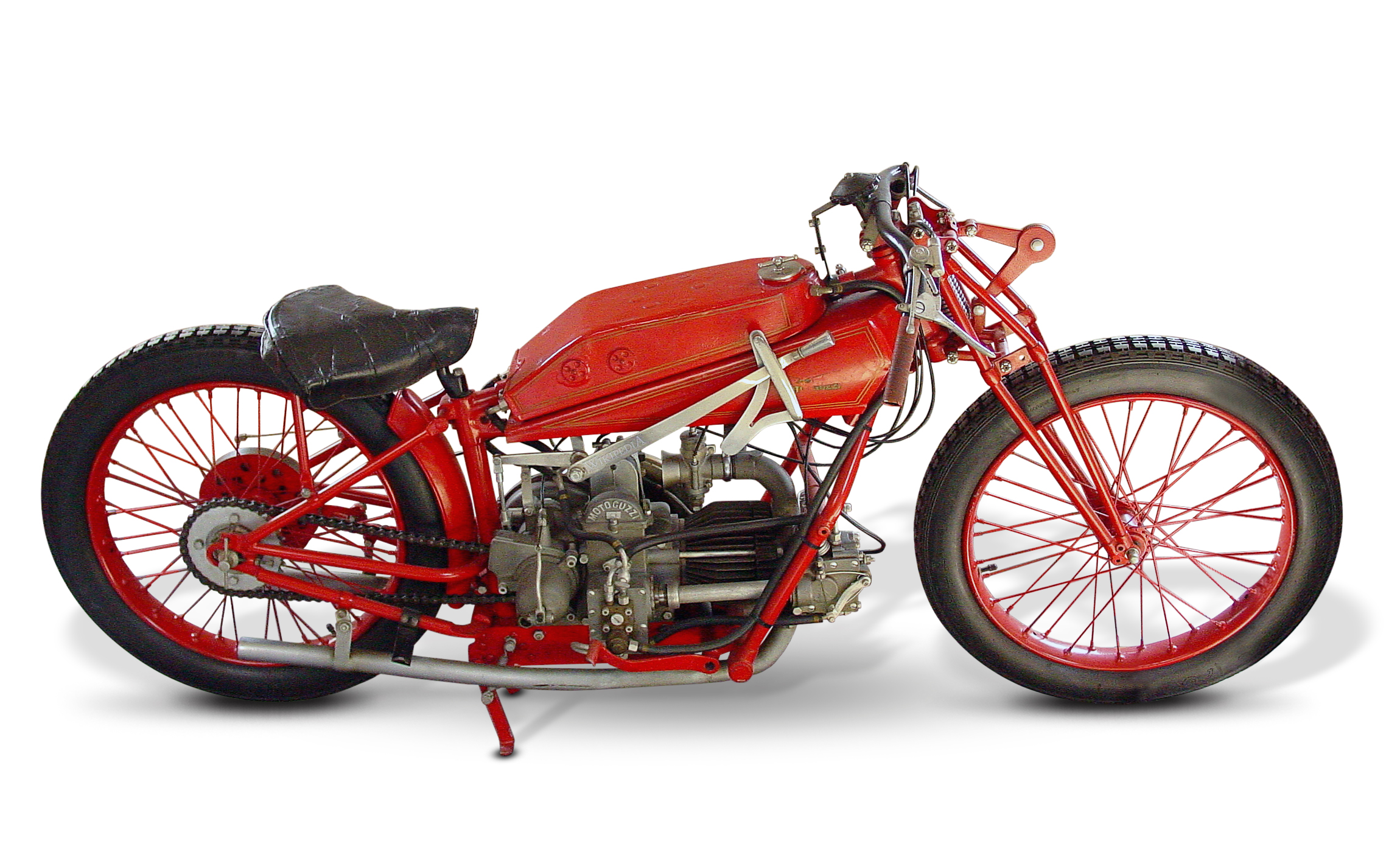
Eine Moto Guzzi 4V Corsa aus dem Jahr 1924, ähnlich der, mit der Mentasti 1924 Europameister wurde.

Guido Mentasti (* 1897 in Genua; † 6. April 1925 in Brescia) war ein italienischer Motorradrennfahrer.

## Karriere
Mentasti gewann 1923 die V. Raid Nord-Sud von Mailand nach Neapel auf einer 500-cm³-Frera. Im selben Jahr wurde er erster Werksfahrer in der Geschichte von Moto Guzzi. Bei seinem Debüt für den Hersteller aus Mandello del Lario siegte er auf einer Normale C2V beim II. Giro Motociclistico d’Italia, einem fünfteiligen Etappenrennen über insgesamt etwa 2500 Kilometer.
Im folgenden Jahr gewann Guido Mentasti bei der erstmals ausgetragenen Motorrad-Europameisterschaft, die am 6. September 1924 in Monza im Rahmen des III. Großen Preises der Nationen auf dem Circuito di Milano ausgetragen wurde, auf einer Moto Guzzi 500 C4V den Lauf der 500-cm³-Klasse. Er siegte vor seinem Landsmann und Markenkollegen Erminio Visioli und wurde erster Halbliter-Europameister in der Geschichte des Motorradsports.
Guido Mentasti starb am Montag, dem 6. April 1925 im Alter von 28 Jahren bei einem Verkehrsunfall. Er war auf seiner Moto Guzzi auf dem Heimweg von Brescia, wo er am Vortag am ersten Saisonlauf der italienischen Straßenmeisterschaft teilgenommen hatte, nach Mailand. Mentasti hatte bei diesem Rennen die schnellste Rennrunde gedreht, aber später im Kampf um die Führung einen Reifenschaden am Vorderrad erlitten, der ihn dazu gezwungen hatte, etwa zehn Kilometer zurück zur Box mit einem Plattfuß zurückzulegen und den Sieg an Pietro Ghersi auf Sunbeam abzutreten. Es wird angenommen, dass dieses lange Fahren auf der Felge am Vortag ursächlich für einen erneuten Reifenschaden war, durch den der Italiener zu Sturz kam und mehrere Meter durch die Luft geschleudert wurde. Guido Mentasti zog sich beim Aufprall schwere Kopfverletzungen zu und verstarb noch vor Ort.
An der Unfallstelle in der Via Valcamonica in Brescia erinnert noch heute ein Gedenkstein an den Europameister.

## Erfolge
- 1924 – 500-cm³-Europameister mit Moto Guzzi

## Verweise